# Eleições parlamentares na Bielorrússia em 2008
As eleições parlamentares na Bielorrússia foram realizadas em 28 de setembro de 2008.

## Resultados e acusação de fraude
"Apesar de algumas melhorias menores, estas eleições não preenchem os critérios da OSCE para as eleições democráticas." A afirmação está contida no relatório elaborado pelos observadores da Organização para a Segurança e Cooperação na Europa.
A fraude, que afastou do Parlamento bielorrusso todos os deputados da oposição, decorreu essencialmente na fase da contagem e não na votação, como reconhecem os observadores. Por exemplo, em 48% das assembleias de voto visitadas pelos observadores, a contagem foi classificada como "má ou muito má". Tanto bastou para que nenhum dos 70 candidatos da coligação da oposição fosse eleito.